# Powondeń
Powondeń (lit. Pavandenė) – miasteczko na Litwie, leży w okręgu telszańskiego w rejonie Telsze.
Był stolicą jednego z traktów Księstwa Żmudzkiego.
Dobra od końca XVI wieku należały do Gerwidów. W 1667 roku były prestymonium kustosza kapituły żmudzkiej (wymieniony jako wśród dóbr fundacji szlacheckiej, majątek płacił podymne do urzędu świeckiego). W 1773 roku właścicielem był Franciszek Bouffał – łowczy litewski, a w II poł. XIX w. w rękach Sakielów do 1941 r. gdy Sowieci zamordowali ostatniego właściciela.
W latach 1901–1905 nauczycielką we dworze była pisarka litewska Marija Pečkauskaitė (Pieczkowska).
Zachowały się ruiny dworu, który otacza nieduży park. W parku na wzgórzu Sklepkalnis – dawne grodzisko.
Kościół katolicki drewniany fundacji Antoniego Ignacego Giedgowda herbu Łabędź, regenta żmudzkiego, z 1802 roku, przebudowany na początku XX wieku. Obok drewniana dzwonnica z 1845 roku.